# Indywidualne Mistrzostwa Szwecji na Żużlu 1985
Indywidualne Mistrzostwa Szwecji na Żużlu 1985 – cykl turniejów żużlowych, mających wyłonić najlepszych żużlowców szwedzkich. Tytuł wywalczył Erik Stenlund (Getingarna Sztokholm).

## Finał
- Målilla (Målilla Motorstadion), 7 września 1985

| Msc. | Zawodnik            | Klub                   | Pkt |  |  |
| ---- | ------------------- | ---------------------- | --- |  |  |
| 1    | Erik Stenlund       | Getingarna Sztokholm   | 12  |  |  |
| 2    | Tommy Nilsson       | Getingarna Sztokholm   | 11  |  |  |
| 3    | Jan Andersson       | Kaparna Göteborg       | 11  |  |  |
| 4    | Jimmy Nilsen        | Getingarna Sztokholm   | 11  |  |  |
| 5    | Conny Ivarsson      | Njudungarna Vetlanda   | 11  |  |  |
| 6    | Patrik Karlsson     | Vargarna Norrköping    | 11  |  |  |
| 7    | Bengt Jansson       | Rospiggarna Hallstavik | 10  |  |  |
| 8    | Kenneth Nyström     | Örnarna Mariestad      | 9   |  |  |
| 9    | Pierre Brannefors   | Kaparna Göteborg       | 7   |  |  |
| 10   | Peter Nahlin        | Getingarna Sztokholm   | 6   |  |  |
| 11   | Per Jonsson         | Dackarna Målilla       | 4   |  |  |
| 12   | Thomas Ek           | Njudungarna Vetlanda   | 4   |  |  |
| 13   | Lillebror Johansson | Solkatterna Karlstad   | 3   |  |  |
| 14   | Mikael Teurnberg    | Rospiggarna Hallstavik | 3   |  |  |
| 15   | Peder Messing       | Rospiggarna Hallstavik | 2   |  |  |
| 16   | Mikael Blixt        | Vargarna Norrköping    | 1   |  |  |
|      | rez. Roger Sundberg | Bysarna Visby          | 3   |  |  |